# Gloiodon occidentalis
Gloiodon occidentalis är en svampart som beskrevs av Ginns 1988. Gloiodon occidentalis ingår i släktet Gloiodon och familjen Bondarzewiaceae.   Inga underarter finns listade i Catalogue of Life.